# Eilema setiniformis
Teulisna setiniformis là một loài bướm đêm thuộc phân họ Arctiinae, họ Erebidae.